# Młodzieżowy Dom Kultury „Bielany”
Młodzieżowy Dom Kultury „Bielany” – ośrodek kulturalny i publiczna placówka oświatowo-wychowawcza działająca na terenie Dzielnicy Bielany, funkcjonuje od lat 50. XX wieku. Podmiotem prowadzącym placówkę i finansującym jej działanie jest Urząd Dzielnicy Bielany m.st. Warszawy, zaś nadzór pedagogiczny sprawuje nad nim Kuratorium Oświaty w Warszawie.

## Zadania ośrodka
Do głównych zadań ośrodka należy:
- organizowanie warsztatów artystycznych dla dzieci, młodzieży i rodziców
- organizowanie imprez środowiskowych
- współpraca ze szkołami
- przygotowywanie młodzieży do egzaminów na uczelnie artystyczne

W szerszym rozumieniu ośrodek odpowiada za:
1. prowadzenie zajęć wspierających rozwój dzieci i młodzieży, mających na celu:
  - rozwijanie zainteresowań, uzdolnień, doskonalenie umiejętności oraz pogłębianie wiedzy,
  - kształtowanie umiejętności spędzania wolnego czasu,
  - kształtowanie poczucia własnej tożsamości i poszanowania dziedzictwa kulturowego regionu, kraju i innych kultur,
  - przygotowanie do aktywnego uczestnictwa w życiu kulturalnym;
2. organizowanie:
  - imprez, w szczególności przeglądów, wystaw, festiwali, b/ wypoczynku i rekreacji dzieci i młodzieży,
  - działań alternatywnych wśród dzieci i młodzieży zagrożonych uzależnieniami i niedostosowaniem społecznym;
3. realizowanie programów edukacyjnych i profilaktyczno–wychowawczych.

Należy mieć na uwadze, że ośrodek może prowadzić zajęcia również poza terenem swojej siedziby.

## Organy ośrodka
Organami MDK „Bielany” są:
1. Dyrektor
2. Rada Pedagogiczna
3. Rada Rodziców
4. Samorząd Wychowanków

## Zajęcia prowadzone przez ośrodek
W MDK „Bielany” są organizowane zajęcia stałe, okresowe i okazjonalne, w grupach liczących co najmniej 12 wychowanków, w wymiarze, co najmniej 2 godzin tygodniowo.
| Nazwa zajęć              | Nauczyciel             | Kategoria wiekowa | Termin zajęć |
| ------------------------ | ---------------------- | ----------------- | --- |
| Zajęcia plastyczne       | Paweł Zaraś            | od 6 do 9 lat     | - poniedziałek od 15:30 do 17:00 - środa od 15:30 do 17:00 - piątek od 15:00 do 17:25                            |
| Zajęcia plastyczne       | Jan Krzysztof Wiślicki | 8 do 23 lat       | - wtorek od 15:40 do 19:10 - czwartek od 16:00 do 18:30                                                          |
| Zajęcia plastyczne       | Joanna Boldin          | od 7 do 10 lat    | - wtorek od 15:30 do 17:00 - czwartek od 15:30 do 17:00                                                          |
| Warsztaty ceramiczne     | Paweł Zaraś            | od 6 do 9 lat     | - grupa I: sobota od 9:30 do 11:00, - grupa II: sobota od 11:30 do 13:00                                         |
| Ceramika                 | Jan Krzysztof Wiślicki | od 7 do 23 lat    | - środa od 15:40 do 19:10 - piątek od 16:00 do 18:30                                                             |
| Grafika Komputerowa      | Dariusz Zaraś          | od 7 do 23 lat    | - wtorek: od 16:00 do 19:15 - środa: od 16:00 do 19:15 - czwartek: od 16:00 do 19:15 - piątek: od 16:00 do 19:15 |
| Teatr Młodzieżowy „Park” | Stanisław Dembski      | od 13 do 23 lat   | - poniedziałek od 16:00 do 20:30 - środa od 16:00 do 20:30                                                       |
| Pianino                  | Anna Ramos             | od 7 do 23 lat    | - poniedziałek od 14:00 do 18:10 - środa od 14:00 do 18:10                                                       |
| Gitara klasyczna         | Wiesław Koczywąs       | od 8 do 23 lat    | - wtorek od 15:15 do 18:30 - środa od 16:15 do 19:30 - piątek od 16:00 do 17:30 - sobota od 10:00 do 14:05       |
| Tenis stołowy            | Andrzej Zieliński      | od 8 do 23 lat    | - sobota od 9:45 do 13:05                                                                                        |
| Język niemiecki          | Janusz Tryzno          | od 12 do 23 lat   | - poniedziałek od 16:15 do 21:15 - środa od 16:15 do 20:30                                                       |
| W krainie fantazji       | Danuta Murawska        | od 4 do 5 lat     | - sobota od 10:30 do 12:00                                                                                       |
| Taniec                   | Małgorzata Gocłowska   | od 7 do 9 lat     | - wtorek od 15:00 do 16:30 - czwartek od 15:00 do 16:30                                                          |
| Taniec                   | Małgorzata Gocłowska   | od 10 do 13 lat   | - wtorek od 16:45 do 18:15 - czwartek od 16:45 do 18:15                                                          |